# Hideo Otake
Hideo Otake (大竹 英雄?, Ōtake Hideo; Kitakyūshū, 12 maggio 1942) è un giocatore di go giapponese.

## Biografia
Nato a Kitakyūshū, si unì al dojo di Minoru Kitani all'età di 9 anni e divenne rapidamente professionista nel 1956 all'età di 14 anni.
Dopo un inizio difficile, a causa della giovane età, iniziò a raggiungere finali importanti e scalò rapidamente la graduatoria dei professionisti giapponesi arrivando ad essere nominato 9° dan nel 1970. Nel 1969 vinse il torneo Jūdan è fu finalista all'Ōza. A partire dall'anno seguente iniziò a vincere molti tornei, rivaleggiando prima con Eio Sakata e poi con Kōichi Kobayashi e Cho Chikun.
Si è aggiudicato almeno una volta cinque dei sette tornei principali, non si è mai imposto infatti nel Kisei (finalista nel 1981 e 1990) e nell'Honinbo (finalista nel 1988).
I suoi ultimi successi risalgono al 1994 (Jūdan e NHK Cup), complessivamente si è aggiudicato 44 titoli.

## Titoli
| Nazionali           | Nazionali                        | Nazionali                                   |
| Torneo              | Vittorie                         | Finalista                                   |
| ------------------- | -------------------------------- | ------------------------------------------- |
| Kisei               |                                  | 2 (1981, 1990)                              |
| Meijin              | 4 (1975, 1976, 1978, 1979)       | 8 (1977, 1980, 1982-1984, 1990, 1992, 1993) |
| Honinbo             |                                  | 1 (1988)                                    |
| Ōza                 | 1 (1975)                         | 3 (1969, 1976, 1983)                        |
| Jūdan               | 5 (1969, 1980, 1981, 1993, 1994) | 4 (1971, 1982, 1985, 1995)                  |
| Gosei               | 7 (1978, 1980–1985)              | 3 (1976, 1979, 1986)                        |
| Ryusei              | 1 (1992)                         |                                             |
| NHK Cup             | 5 (1968, 1971, 1973, 1975, 1994) | 3 (1972, 1983, 1990)                        |
| NEC Cup             | 3 (1986, 1988, 1995)             | 2 (1981, 1990)                              |
| Kakusei             | 5 (1981, 1983, 1984, 1987, 1988) | 3 (1986, 1991, 1992)                        |
| Hayago Championship | 2 (1973, 1976)                   | 2 (1974, 1979)                              |
| Prime Minister Cup  | 1 (1965)                         |                                             |
| Dai-ichi            | 5 (1970, 1971, 1973–1975)        |                                             |
| Chikurin            |                                  | 1 (2001)                                    |
| Totale              | 41                               | 31                                          |
| Continentali        |                                  |                                             |
| Asian TV Cup        | 1 (1994)                         |                                             |
| Totale              | 1                                | 0                                           |
| Internazionali      |                                  |                                             |
| Ing Cup             |                                  | 1 (1992)                                    |
| Fujitsu Cup         | 1 (1992)                         |                                             |
| IBM Cup             | 1 (1989)                         |                                             |
| Totale              | 2                                | 1                                           |
| Totale in carriera  |                                  |                                             |
| Totale              | 44                               | 32                                          |

| Controllo di autorità | VIAF (EN) 256851762 · LCCN (EN) n81010326 · NDL (EN, JA) 00063105 |